# Тессарини, Карло
Карло Тессарини (итал. Сarlo Tessarini; (около 1690 – после 15 декабря 1766) — итальянский композитор и скрипач эпохи барокко. Перу Тессарини также принадлежит метод игры на скрипке «Музыкальная грамматика» ("Grammatica di musica", 1741, переведен на французский и английский языки).

## Биография
Сведений о его юности и образовании не сохранилось. Исторические гипотезы о его обучении вместе с Арканджело Корелли (предложенная Франсуа Жосефом Фетисом ) и Антонио Вивальди не нашли документального подтверждения.
С 1720 г. скрипач Собора св. Марка в Венеции и учитель игры на скрипке. С 1729 г. дирижировал оркестром консерватории (оспедалетто) «Санти-Джованни э Паоло» в Венеции. В 1731-33, 1738-43 и 1750-57 годах - скрипач Кафедрального собора в Урбино.  В записях Собора Урбино сохранились сведения о его работе там до 1743 года. Параллельно с этим в 1733-37 годах Тессарини работает концертмейстером и руководит капеллой при дворе кардинала Вольфганга Ганнибала фон Шраттенбаха в Брно.
Также в 30-х годах он занимается издательской деятельностью, печатая свою музыку и музыку других композиторов.
В начале 1740 года Тессарини посещает Рим в качестве первой скрипки в оркестре Театро Валле, но смерть понтифика Климента XII привела к отмене всех концертов, поэтому он переехал в Неаполь.
С 1744 года многие его работы, посвященные различным представителям Парижской аристократии, публикуются в Париже Бойвеном. Многими исследователями сообщается, что Тессарини прожил в столице Франции несколько лет, хотя документальные свидетельства на этот счет отсутствуют. В 1747 г. Тессарини дает концерт в Арнеме и в этом же году прибывает Лондон, чтобы занят место первой скрипки в оркестре Ruckholt House в Эссексе.
Впоследствии он возвращается в Урбино и в последнее десятилетие своей жизни путешествует по Германии и Нидерландам, давая многочисленные концерты между 1761 и 1766 годами. С конца 1760 живет в Амстердаме, где дает концерты с португальской певицей Луизой Северину. После его последнего выступления в Арнеме 15 декабря 1766 года сведения о его жизни отсутствуют.

## Творчество
Тессарини - автор многочисленных сонат для скрипки с basso continuo, трио-сонат и кончерто гроссо, сыгравших важную роль в развитии жанров сонаты и инструментального концерта.
19 сборников сонат, дуэтов, дивертисментов, концертов, симфоний и каприччо, а также другие произведения составляют основное ядро музыки Тессарини. По количеству созданных концертных произведений (около 40) среди своих современников Тессарини уступает только Вивальди, Альбинони и Тартини.

## Каталог сочинений
- op. 1 12 Sonate a violino e basso (Венеция, 1729 г.)
- op. 2 Il Maestro e Discepolo, Divertimenti da Camera a due violini (Урбино, 1740 г.)
- op. 3 Allettamenti da camera a violino solo e violoncello (Рим, 1740 г.)
- Gramatica di musica. Insegna il modo facile e breve per bene impre di sonare il violino..... (Рим, 1741 г.)
- op. 4 6 Trattimenti a violino e basso (Рим, 1742 г.)
- op. 5 5 Sonata a tre da camera con due violini e basso continuo (Париж, 1743 г.)
- op. 6 Sei trio a due violini e basso (Париж, 1744 г.)
- op. 7 6 Sinfonie a due violini e basso (Париж, 1744 г.)
- 12 Concerti à 5 con violino obligato (Париж, 1745 г.)
- op. 8 6 Sonate a violini solo e basso (Париж, 1747 г.)
- op. 9 6 Sonate da camera e chiesa a due violini e baso con pastorella (Париж, 1747 г.)
- Nouvelle méthode pour apprendre par théorie dans un mois de temps à jouer le violon, divisé en trois classes, avec des leçons à deux violons par gradation (Льеж, 1750 г.)
- op. 10 Contrasto armonico a tre violini e basso con sui rinforzi (Париж, 1753 г.)
- op. 14 Sei sonate a violino ò flauto traversière e cemabalo (Париж, 1748 г.)
- op. 15 Trattimento musicale sei duetti a due violini o pardesus de viole cenza basso (Париж, 1750 г.)
- op. 16  6 Sonate a violino solo, violoncello e cimbalo (Париж, 1753 г.)
- op. 19 Grandes Ouvertures
- op. 20 Grandes Sinfonies
- L'Arte di nuova modulacione. Capricio musicale a VII partie (Париж, 1762 г.)
- Pantomime a due violini o sia pardesus de viola o due violoncelli (Париж, 1763 г.)